# بابس أولوسانموكون
بابس أولوسانموكون (بالإنجليزية: Babs Olusanmokun)‏ هو ممثل نيجيري أمريكي. في عام 2017، ظهر في "المتحف الأسود"، إحدى حلقات مسلسل المرآة السوداء. كما ظهر في لعبة الفيديو ماكس باين 3 بدور سيرانو، حيث يقدم لها المحتوى التمثيلي والصوتي. في عام 2021 ظهر بدور جاميس في فيلم كثيب. يلعب دور الدكتور جوزيف مبينجا في مسلسل باراماونت + ستار تريك: عوالم جديدة غريبة.

## الحياة الشخصية
ولد أولوسانموكون في لاغوس، نيجيريا، وتربي في نيويورك.
يتقن أولوسانموكون اللغات الإنجليزية والفرنسية واليوروبا والبرتغالية، وهو بطل وحزام أسود برازيلي في رياضة الجوجيتسو.